# England im Hochmittelalter
England im Hochmittelalter war eine Epoche des Wandels und der Entwicklungen, die das Land politisch, wirtschaftlich, gesellschaftlich und ökologisch prägten. Politisch war diese Zeit von der Normannischen Eroberung im Jahr 1066 und ihren weitreichenden Konsequenzen gezeichnet. Wilhelm der Eroberer führte ein effizientes Feudalsystem ein, das die Macht des Königs zentralisierte und die Kontrolle über das Land durch ein Netz von Vasallen und Lehensmännern sicherte. Das Domesday Book von 1086, eine umfassende Bestandsaufnahme des Landesbesitzes, diente der Verwaltung und Besteuerung und zeigt die strikte Organisation des normannischen Herrschaftssystems. Im Laufe des Hochmittelalters entwickelten sich die Institutionen des englischen Königtums weiter, insbesondere unter Heinrich II. (1154–1189), der das Rechtssystem durch die Einführung von Common Law reformierte. Gleichzeitig führten Konflikte zwischen Monarchen und Adel, wie die Unterzeichnung der Magna Carta 1215 unter König Johann Ohneland, zu einer schrittweisen Einschränkung der königlichen Macht und legten den Grundstein für die spätere parlamentarische Tradition.
Wirtschaftlich war das Hochmittelalter eine Zeit des Wachstums und der Transformation. Die Landwirtschaft blieb die zentrale wirtschaftliche Grundlage, und durch technologische Innovationen wie den Pflug mit eisernem Schar und die Dreifelderwirtschaft konnte die Produktivität gesteigert werden. Dies führte zu einem Bevölkerungswachstum, das wiederum die Urbanisierung förderte. Städte wie London, York und Bristol wuchsen zu wichtigen Handelszentren heran, und der Fernhandel mit anderen Teilen Europas, insbesondere mit Flandern und Frankreich, nahm zu. Der Wollhandel wurde zu einem zentralen Wirtschaftszweig, da englische Wolle aufgrund ihrer Qualität stark nachgefragt war. Gleichzeitig entwickelten sich Märkte und Jahrmärkte, die den lokalen Handel belebten und den Austausch von Waren und Ideen förderten. Dennoch blieb die Wirtschaft stark agrarisch geprägt, und die Abhängigkeit von Ernten machte die Bevölkerung anfällig für Missernten und Hungersnöte.
Die Umwelt spielte im Hochmittelalter eine bedeutende Rolle, da sie eng mit den Lebensbedingungen und der Wirtschaft verbunden war. Durch das Bevölkerungswachstum wurden immer mehr Wälder gerodet, um neues Ackerland zu gewinnen. Dies führte zu einer Veränderung der Landschaft und einer Reduktion der natürlichen Ressourcen, was langfristig ökologische Herausforderungen mit sich brachte. Gleichzeitig war die Gesellschaft durch klimatische Schwankungen geprägt, die in dieser Zeit vergleichsweise mild waren und als „mittelalterliche Warmzeit“ bekannt sind. Diese günstigen klimatischen Bedingungen begünstigten die Landwirtschaft und trugen zum Bevölkerungswachstum bei. Allerdings zeigten sich auch die negativen Folgen von Abholzung und intensiver Nutzung der Böden, die langfristig zu Erosion und lokalen Umweltproblemen führen konnten.
Die Gesellschaft im Hochmittelalter war streng hierarchisch organisiert und vom Feudalismus geprägt. An der Spitze stand der König, gefolgt von den Baronen und Rittern, die als Vasallen des Königs Land erhielten und ihm im Gegenzug militärischen Dienst leisteten. Die Mehrheit der Bevölkerung bestand jedoch aus Bauern, die in der Regel als Hörige an das Land ihres Herrn gebunden waren und Abgaben leisten mussten. Es gab jedoch auch freie Bauern und eine wachsende Zahl von Handwerkern und Kaufleuten in den Städten, die sich langsam als neue soziale Schicht etablierten. Frauen hatten in der Gesellschaft eine untergeordnete Rolle, waren jedoch in ländlichen und städtischen Gemeinschaften oft in die Arbeit eingebunden und spielten eine wichtige Rolle im Haushalt und der Landwirtschaft. Die Kirche war eine zentrale Institution, die nicht nur das religiöse Leben bestimmte, sondern auch einen bedeutenden Einfluss auf Bildung, Kultur und Politik hatte. Klöster waren wichtige Zentren des Wissens und der Wirtschaft, während der Klerus eine privilegierte Stellung in der Gesellschaft innehatte.

## Politik

### Herrscher
Im Jahr 1002 heiratete König Æthelred II. Emma, die Schwester von Richard II., Herzog der Normandie. Ihr Sohn, Edward der Bekenner, der viele Jahre im Exil in der Normandie verbrachte, bestieg 1042 den englischen Thron. Edward brachte normannische Höflinge, Militärs und Geistliche mit nach England und platzierte sie in wichtige Machtpositionen. Als König Edward Anfang 1066 kinderlos starb, kam es zu einem Erbfolgestreit, bei dem sich Harold Godwinson durchsetzen konnte. Sein Anspruch wurde in Frankreich vom Herzog der Normandie Wilhelm und in Norwegen von König Harald III. in Frage gestellt. Sowohl Wilhelm als auch Harald begannen, Truppen für eine Invasion Englands zusammenzustellen. Harold konnte Harald III. in der Schlacht von Stamford Bridge besiegen, wurde aber in der Schlacht von Hastings von Wilhelm besiegt. Harold wurde getötet und Wilhelm besetzte den Süden Englands.

### Wilhelm I. (1066–1087)
Größere Revolten folgten, die Wilhelm unterdrückte, bevor er im Nordosten Englands intervenierte, die normannische Kontrolle über York etablierte und Nordengland plünderte. Nachdem England erobert worden war, standen die Normannen vor zahlreichen Herausforderungen, diese Kontrolle aufrechtzuerhalten. Den 2,5 Mio. englischen Einwohnern standen etwa 8.000 Normannen gegenüber. Als Gegenleistung für ihren Einsatz erhielten Wilhelms Anhänger Land und Titel, mussten ihn aber als Oberlehnsherrn anerkennen.
Um seine normannischen Anhänger mit Land zu entschädigen, konfiszierte Wilhelm zunächst die Güter aller angelsächsischen Adeligen, die mit Harold gekämpft und ihr Leben verloren hatten. Diese Konfiszierungen führten zu Revolten, die wiederum weitere Konfiszierungen nach sich zogen – ein Kreislauf, der erst 1075 beendet wurde. Um weitere Aufstände niederzuschlagen und zu verhindern, errichteten die Normannen Burgen und Befestigungsanlagen in einer nie dagewesenen Zahl. Wilhelm verteilte Ländereien an die Kirche und ernannte loyale Normannen zu Bischöfen. Die Normannen übten außerdem eine strengere Kontrolle über das Erbe von Witwen und Töchtern aus, wobei sie oft erzwungene Ehen durchsetzten. Einige normannische Adelige nutzten England als Ausgangspunkt für Angriffe auf Süd- und Nordwales und breiteten sich entlang der Täler aus, um neue Markgrafschaften zu schaffen. Zur Zeit von Wilhelms Tod im Jahr 1087 bildete England den größten Teil eines anglo-normannischen Reiches, das von einem Netzwerk von Adligen mit Landbesitz in ganz England, der Normandie und Wales regiert wurde. Englands wachsender Reichtum spielte eine entscheidende Rolle, um die Machtausübung der normannischen Könige in der Region zu ermöglichen, einschließlich der Finanzierung von Feldzügen an den Grenzen der Normandie.
Um eine klare Übersicht über die Ressourcen des Landes, seine wirtschaftliche Lage und seine steuerlichen Möglichkeiten zu erhalten, ließ Wilhelm 1085 mit dem Domesday Book eine umfassende Bestandsaufnahme durchführen. Ziel war es, die Grundlagen für eine gerechte und effektive Besteuerung zu schaffen und gleichzeitig die Macht der normannischen Herrschaft zu festigen. Das Domesday Book enthält Angaben zu den Landbesitzern, den von ihnen bewirtschafteten Flächen, den darauf lebenden Menschen (z. B. Bauern, Knechten und Leibeigenen), der Anzahl von Tieren sowie den vorhandenen Ressourcen wie Mühlen und Wäldern. Die Erhebung deckte den größten Teil Englands ab, mit Ausnahme einiger Regionen wie London, Northumberland und Durham.

### Wilhelm II. (1087–1100)
Nach dem Tod Wilhelms 1087 wurden seine Ländereien in zwei Teile getrennt. Seine normannischen Ländereien gingen an den ältesten Sohn Robert Kurzhose während Wilhelm Rufus seine englischen Besitzungen erhielt. Dies stellte die Adligen, die auf beiden Seiten des Ärmelkanals Land besaßen, vor ein Dilemma: Sie beschlossen, England und die Normandie mit Robert als einzigen Herrscher wieder zu vereinen. 1088 kam es unter der Führung von Odo von Bayeux zum Aufstand. 1091 fiel er in die Normandie ein, zerschlug Roberts Truppen und zwang ihn, einen Teil seiner Ländereien abzutreten. 1091 führte er einen Feldzug in Schottland, wo er König Malcolm III. zur Anerkennung seiner Oberhoheit zwang. Malcolm III. rebellierte im November 1093, wurde aber bald besiegt. Wilhelm hielt daraufhin die schottischen Könige als Vasallen und unterwarf 1097 Wales. 1095 brach ein zweiter Aufstand, angeführt von Robert de Mowbray aus. Der Aufstand wurde brutal niedergeschlagen. Anschließend geriet er mit dem Erzbischof von Canterbury, St. Anselm, aneinander, als dieser versuchte, die Autorität der englischen Kirche zu untergraben. Als St. Anselm 1097 besiegt wurde, verließ er das Land in Richtung Rom, und Wilhelm beschlagnahmte die Ländereien von Canterbury. Wilhelm starb 1100 auf der Jagd.

### Heinrich I. (1100–1135)
Nach dem Tod seines Vaters im Jahr 1087 schienen Heinrichs Aussichten auf die Nachfolge in England oder der Normandie ungewiss. Der neunzehnjährige Heinrich erhielt einen bescheidenen Landbesitz, konnte aber Ländereien im Cotentin erwerben. 1091 legten seine beiden älteren Brüder jedoch ihre Differenzen bei und einigten sich darauf, ihn zu vertreiben, was zur Folge gehabt hätte, dass Heinrich sein restliches Vermögen verloren hätte. Der plötzliche Tod Wilhelms II. 1100 bot Heinrich jedoch die Gelegenheit, die Krone zu beanspruchen. Wie schon sein Vater sah er sich mit dem Versuch seines ältesten Bruders konfrontiert, ihm den englischen Thron streitig zu machen. 1101 landete Robert in England, aber der Streit wurde beigelegt. 1104 kam es erneut zu einer Auseinandersetzung, die 1106 mit der Gefangenschaft Roberts endete. Er erklärte sich zum Herrscher der Normandie, und Robert wurde für die restlichen achtundzwanzig Jahre seines Lebens in sicherer Verwahrung gehalten.
Heinrich erwies sich als fähiger Herrscher. Er schloss die meisten walisischen Raubzüge erfolgreich ab und behielt die Kontrolle über Schottland. In der angelsächsischen Chronik heißt es, dass zu seiner Zeit niemand es wagte, einem anderen Unrecht zu tun. Er schuf Frieden für Mensch und Tier. Heinrichs Bildung übertraf die seines Vaters und seiner Brüder. Trotz eines Zerwürfnisses mit St. Anselm, den er zuvor aus dem Exil zurückgerufen hatte, unterstützte Heinrich weiterhin die Kirche. 1118 kam es zwischen Wilhelm Clito, dem Sohn von Robert Kurzhose, der mit Ludwig VI. von Frankreich verbündet war und Heinrich zu einem Konflikt. 1119 besiegte Heinrich seine Widersacher in der Schlacht von Brémule, doch die Angelegenheit blieb bis 1128 ungelöst, als Wilhelm bei einer Belagerung getötet wurde.

### Stephen, Mathilde und die Anarchie (1135–1154)
Stephen wurde wahrscheinlich 1096 geboren und war der dritte Sohn von Stephen, Graf von Blois und Chartres, und Adela, der jüngsten bekannten Tochter von Wilhelm dem Eroberer. Als Stephan im Alter von 39 Jahren die Nachricht vom Tod Heinrichs I. erhielt, setzte er nach England über und wurde am 22. Dezember 1135 zum König gekrönt. Während seiner Regierungszeit wurde sein Anspruch auf den Thron ständig von Kaiserin Mathilde, der Tochter Heinrichs I., in Frage gestellt. Während seiner gesamten Regierungszeit war es sehr zu seinem Vorteil, dass seine Krönung von allen als konstitutiv akzeptiert wurde, und dass er infolgedessen selbst von seinen Feinden stets als König anerkannt wurde. Im Jahr 1136 führte er einen Feldzug in Schottland, der zu einer Einigung mit David I. führte. Später im selben Jahr eroberte er Exeter und besiegte Baldwin de Redvers, der sich auf die Seite der Kaiserin Mathilde geschlagen hatte. In der Zwischenzeit war Mathildas Ehemann, Graf Geoffrey von Anjou, nicht in der Lage, in der Normandie Fortschritte zu erzielen. Stephans anschließender Feldzug in der Normandie 1137 war jedoch nicht von Erfolg gekrönt. Im Mai 1138 widersetzte sich Robert von Gloucester formell Stephen und schlug sich auf die Seite seiner Halbschwester. Durch Roberts Abtrünnigkeit gerieten einige wichtige Hochburgen, darunter Caen, Bayeux und Bristol, außerhalb von Stephans Kontrolle.
Die Landung der Kaiserin und Robert von Gloucester in Arundel am 30. September 1139 führte zum Ausbruch des Bürgerkriegs in England. Stephen hätte durch eine Belagerung von Arundel die Situation bereinigen können, entschied sich jedoch auf Empfehlung seines Bruders Bischof Heinrich dafür, seine Feinde in Westengland zu bekämpfen. Obwohl Stephen zunächst stärker war, wurde er von der Unterstützung, die Mathilde in verschiedenen Teilen des Königreichs erhielt, abgelenkt. Eine weitere Invasion durch David I. erforderte Zugeständnisse. Schließlich bekannte sich Ranulph von Chester zu Mathilde und eroberte Lincoln. Als Stephens Truppen versuchten, Ranulph zu vertreiben, kam es am 2. Februar 1141 zur Schlacht und Stephen wurde gefangen genommen.
Mathilde war jedoch nicht in der Lage, ihre Sache bis zum logischen Abschluss einer Krönung durchzusetzen. Nach einem Aufstand in London musste sie die Stadt verlassen, worauf ihre Truppen Winchester angriffen. Stephens Ehefrau Mathilda von Boulogne rückte daraufhin mit einem Heer an, das die Truppen Kaiserin Mathildes am 14. September in der Schlacht von Winchester besiegte. Stephen machte beträchtliche Fortschritte, erlangte aber keinen entscheidenden Vorteil. 1148 verließ Kaiserin Mathilde England in Richtung Normandie, und im Vertrag von Winchester vom November 1153 wurden schließlich Friedensbedingungen vereinbart. Im Herbst 1154 erkrankte Stephen in Dover und starb dort am 25. Oktober.

### Heinrich II. (1154–1189)
Heinrich wurde am 5. März 1133 in Le Mans, in der Grafschaft Maine, geboren. Er war der älteste Sohn von Gottfried V. von Anjou, auch bekannt als Gottfried Plantagenet, und Kaiserin Mathilde. Durch seine Mutter war Heinrich ein Enkel Wilhelms des Eroberers und somit ein direkter Thronanwärter des englischen Königreichs. Als Stephen 1154 starb, bestieg Heinrich den englischen Thron. Heinrich II. Herrschaftsbereich erstreckte sich über England, und weite Teile Frankreichs. Dies führte zu ständigen Spannungen mit dem französischen König. Heinrich II. war ein innovativer Verwalter und Reformer. Er führte das Common Law ein, ein einheitliches Rechtssystem, das auf Präzedenzfällen basierte und die Grundlage für das moderne englische Recht legte. Durch die Einführung von königlichen Gerichten und sogenannten „reisenden Richtern“ stärkte Heinrich die zentrale Macht der Krone und schuf ein System, das den Einfluss der lokalen Feudalherren einschränkte.
Eine weitere Errungenschaft Heinrichs war die Schaffung eines effektiven Steuersystems. Durch die Einführung der sogenannten „Assize of Clarendon“ im Jahr 1166 verbesserte er die Strafverfolgung und legte die Grundlage für das moderne Geschworenensystem. Diese Reformen stärkten nicht nur die Autorität des Königs, sondern trugen auch dazu bei, das Vertrauen der Bevölkerung in die Gerechtigkeit des Königreichs zu stärken. Ein dunkles Kapitel in Heinrichs Herrschaft war sein Konflikt mit Thomas Becket, dem Erzbischof von Canterbury. Becket, ein enger Vertrauter Heinrichs, wurde 1162 auf Drängen des Königs zum Erzbischof ernannt. Heinrich hoffte, durch Becket seine Kontrolle über die Kirche in England zu stärken. Doch entgegen Heinrichs Erwartungen entwickelte sich Becket zu einem entschiedenen Verteidiger der kirchlichen Unabhängigkeit.
Der Streit zwischen Heinrich und Becket eskalierte, als Becket sich weigerte, den sogenannten „Constitutions of Clarendon“ zuzustimmen, einer Reihe von Gesetzen, die die Rechte der Kirche einschränkten und die Macht des Königs stärkten. Der Konflikt erreichte seinen Höhepunkt, als Becket 1170 in der Kathedrale von Canterbury von vier Rittern ermordet wurde. Obwohl Heinrich die Verantwortung für den Mord bestritt, wurde er von vielen Zeitgenossen als moralisch mitschuldig angesehen. Der Tod Beckets führte zu einem großen öffentlichen Aufschrei, und Becket wurde 1173 heiliggesprochen.
Heinrichs Herrschaft war von schweren familiären Konflikten überschattet. Seine Ehe mit Eleonore von Aquitanien zerbrach, und seine Söhne – Heinrich der Jüngere, Richard Löwenherz, Geoffrey und Johann Ohneland – rebellierten wiederholt gegen ihn. Eleonore unterstützte die Rebellion ihrer Söhne, was Heinrich dazu veranlasste, sie 1173 gefangen zu nehmen und bis zu seinem Tod 16 Jahre lang in Haft zu halten. Die ständigen Aufstände seiner Familie schwächten Heinrichs Herrschaft erheblich. Sein ältester Sohn Heinrich der Jüngere starb 1183, und sein zweitältester Sohn Richard Löwenherz verbündete sich schließlich mit dem französischen König Philipp II., um gegen seinen eigenen Vater zu kämpfen. Heinrich musste 1189 eine demütigende Niederlage hinnehmen und wurde gezwungen, Richard als seinen Nachfolger anzuerkennen. Heinrich II. starb am 6. Juli 1189 in Chinon.

### Richard I. (1189–1199)
Richard wurde am 8. September 1157 auf Beaumont Castle in Oxfordshire geboren. Er war der dritte Sohn von Heinrich II. von England und Eleonore von Aquitanien. Nachdem seine älteren Brüder 1183 bzw. 1186 ums Leben kamen, rückte Richard unerwartet in der Thronfolge auf. Der Tod seines Vaters Heinrich II. im Jahr 1189 brachte Richard schließlich auf den englischen Thron. Die Beziehung zwischen Vater und Sohn war von Spannungen geprägt gewesen, insbesondere nachdem Richard sich mit dem französischen König Philipp II. verbündet hatte, um gegen Heinrich II. zu rebellieren. Nach Heinrichs Tod wurde Richard am 3. September 1189 in Westminster Abbey zum König von England gekrönt. Schon kurz nach seiner Krönung bereitete er sich auf die Teilnahme am Dritten Kreuzzug vor, der von Papst Gregor VIII. ausgerufen worden war, um Jerusalem von den Muslimen zurückzuerobern. Im Jahr 1190 brach Richard zusammen mit dem französischen König Philipp II. und anderen europäischen Herrschern ins Heilige Land auf. Die Expedition war von Anfang an von Herausforderungen und Rivalitäten geprägt. Richard führte seine Armee zunächst nach Sizilien, wo er die Freilassung seiner Schwester Johanna erzwang, und dann nach Zypern, das er eroberte und an die Templer verkaufte. Schließlich erreichten die Kreuzfahrer 1191 das Heilige Land.
Im Heiligen Land wurde Richard schnell zur dominierenden Figur des Kreuzzugs. Er eroberte die strategisch wichtige Stadt Akkon und führte die Kreuzfahrer zu mehreren bedeutenden Siegen gegen die muslimische Armee unter der Führung von Saladin, dem Sultan von Ägypten und Syrien. Trotz seiner Erfolge gelang es Richard jedoch nicht, Jerusalem zurückzuerobern. Die logistischen und politischen Hindernisse waren zu groß, und die Spannungen innerhalb des Kreuzfahrerheeres erschwerten die Kampagne zusätzlich. Stattdessen schloss Richard 1192 einen Waffenstillstand mit Saladin, der den Christen den Zugang zu den heiligen Stätten gewährte, ohne dass die Stadt selbst in christliche Hände fiel.
Auf dem Rückweg nach England geriet Richard in Gefangenschaft. Während er durch das Gebiet des römisch-deutschen Kaisers Heinrich VI. reiste, wurde er 1192 von Leopold V. von Österreich gefangen genommen. Richard wurde an den Kaiser übergeben, der ihn gegen ein enormes Lösegeld von 100.000 Mark freikaufte – eine Summe, die England an den Rand des finanziellen Ruins brachte. Während seiner Abwesenheit hatte Richards jüngerer Bruder Johann Ohneland versucht, die Macht in England an sich zu reißen, indem er sich mit Philipp II. von Frankreich verbündete. Nach seiner Freilassung im Jahr 1194 kehrte Richard nach England zurück, um die Kontrolle über sein Königreich wiederherzustellen. Er vergab Johann, da er ihn als einen weniger gefährlichen Rivalen betrachtete, und konzentrierte sich stattdessen auf den Schutz seiner französischen Besitzungen. Die letzten Jahre von Richards Herrschaft waren von Kriegen gegen Philipp II. geprägt. Der französische König nutzte jede Gelegenheit, um Richards Territorien in Frankreich zu erobern, und die beiden Herrscher führten einen erbitterten Machtkampf. Richard zeigte erneut seine militärische Überlegenheit und verteidigte erfolgreich seine Besitzungen. Richard starb 1199 während der Belagerung der Burg Châlus wo er von einem Armbrustbolzen getroffen wurde.

### Johann Ohneland
Johann wurde am 24. Dezember 1166 auf Beaumont Castle in Oxford geboren. Er war der jüngste Sohn von Heinrich II. und Eleonore von Aquitanien. Als Richard 1199 ohne einen legitimen Erben starb, wurde Johann König von England. Seine Thronbesteigung war jedoch nicht unumstritten. In Frankreich erhob sein Neffe Arthur von der Bretagne, der Sohn seines älteren Bruders Geoffrey, ebenfalls Anspruch auf die angevinischen Besitzungen. Die französische Aristokratie war gespalten, und Johanns Herrschaft begann mit einem erbitterten Konflikt um die Kontrolle über das angevinische Reich. Philipp II. von Frankreich nutzte die Schwäche Johanns aus, um die Kontrolle über die französischen Besitzungen der Plantagenets zu erlangen.
Ab 1202 führte Johann Krieg gegen Philipp II., der jedoch katastrophal endete. Viele seiner französischen Vasallen wandten sich von ihm ab und unterstützten Philipp II., der 1204 erfolgreich die Normandie und andere wichtige Territorien eroberte. Nach den Niederlagen in Frankreich konzentrierte sich Johann auf die Verwaltung Englands. Johann reformierte das Finanzsystem und baute die königliche Verwaltung aus, um die Einkünfte der Krone zu maximieren. Diese Maßnahmen führten jedoch zu einer erheblichen Belastung der englischen Barone und der Kirche, was schließlich zu massiven Unruhen führte. Johanns Beziehung zur Kirche war besonders problematisch. Als Papst Innozenz III. 1205 Stephen Langton zum Erzbischof von Canterbury ernannte, weigerte sich Johann, diesen anzuerkennen. Der Konflikt eskalierte, und 1209 wurde Johann von der Kirche exkommuniziert. Erst 1213 konnte der Streit beigelegt werden, nachdem Johann sich dem Papst unterwarf und England zu einem päpstlichen Lehen erklärte. Dieser Akt sicherte Johann die Unterstützung des Papstes, entfremdete ihn jedoch weiter von seinen Baronen.
Die Spannungen zwischen Johann und der englischen Aristokratie erreichten 1215 ihren Höhepunkt. Die Barone, die sich über hohe Steuern, militärische Niederlagen und Johanns autokratischen Regierungsstil ärgerten, rebellierten gegen ihn. Johann wurde gezwungen, die Magna Carta zu unterzeichnen, ein Dokument, das die Rechte der Barone und die Macht des Königs einschränkte. Johanns Weigerung, die Magna Carta anzuerkennen, führte 1215 zum Krieg. Die englischen Barone verbündeten sich mit Ludwig, dem Sohn des französischen Königs Philipp II., um ihn zum König zu machen. Während der Kämpfe erkrankte Johann an der Ruhr und starb am 19. Oktober 1216 in Newark Castle. William Marshal gelang es dann, die meisten Barone dazu zu bringen, von Ludwig zu Johanns 9-jährigem Sohn Heinrich zu wechseln und Ludwig anzugreifen. Im September wurde Ludwig schließlich besiegt und verzichtete auf alle Ansprüche auf den englischen Thron.

### Regierung

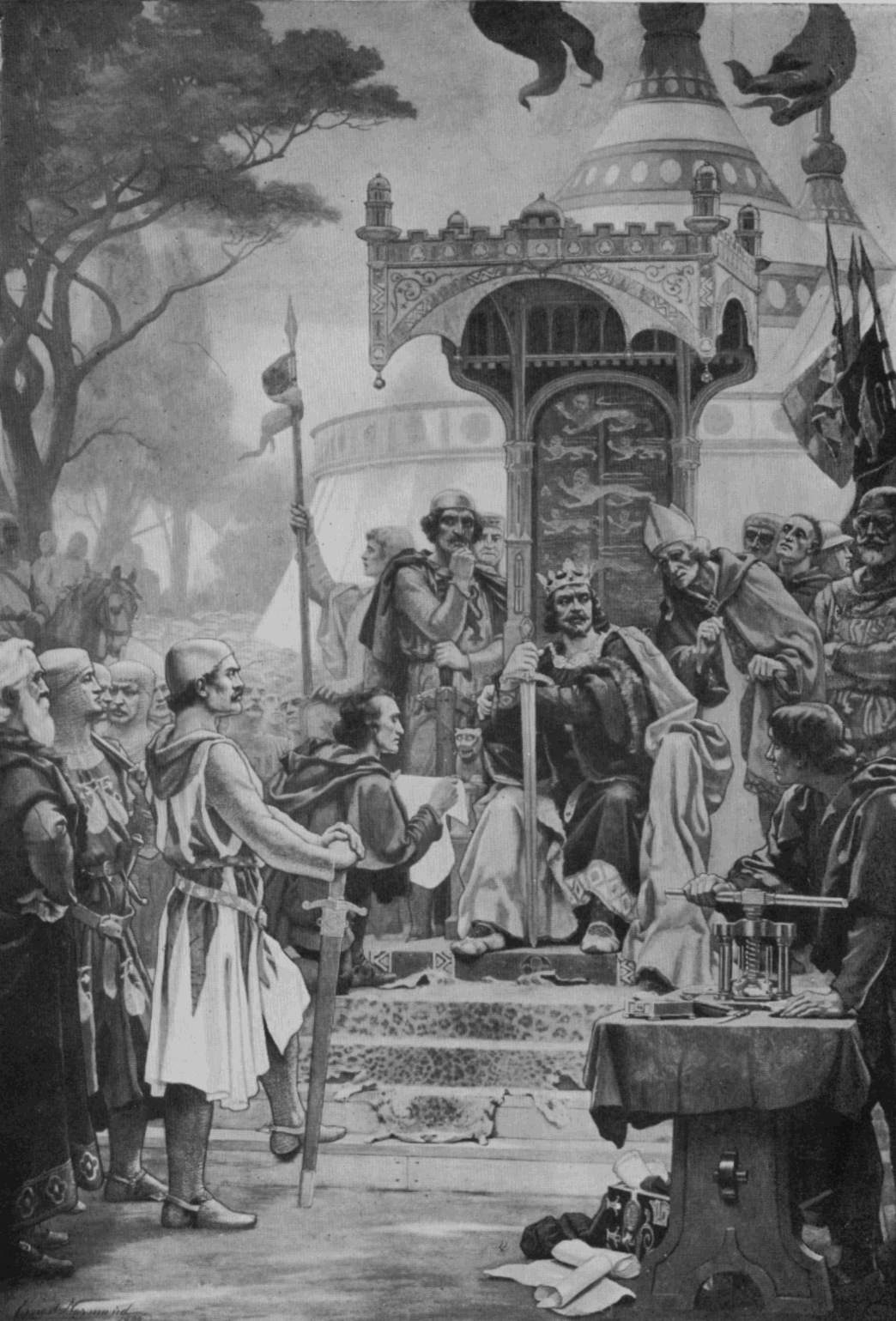
König Johann gewährt die Magna Charta Fresko von Ernest Normand 1900.

Innerhalb von zwanzig Jahren nach der normannischen Eroberung wurde die angelsächsische Elite durch eine neue Klasse normannischer Adliger ersetzt. Die neuen Earls (Nachfolger der Ealdormen), Sheriffs und hohen Geistlichen wurden alle aus ihren Reihen rekrutiert. In vielen Bereichen der Gesellschaft gab es jedoch Kontinuität, da die Normannen viele der angelsächsischen Regierungsinstitutionen übernahmen, darunter das Steuersystem, Münzstätten und die Zentralisierung der Gesetzgebung und einiger gerichtlicher Angelegenheiten; anfangs funktionierten Sheriffs und die Hundertschaftsgerichte wie zuvor.
Die angelsächsische Gesellschaft basierte auf eng vernetzten Bauerngemeinschaften, die gemeinsam für die Aufrechterhaltung von Recht und Ordnung im Dorf verantwortlich waren. Landbesitz war die Grundlage der gesellschaftlichen Ordnung. Die Bevölkerung bestand aus verschiedenen sozialen Klassen, von freien Bauern (den ceorlas), die eigenes Land bewirtschafteten, bis hin zu den Adeligen (thegn) und der königlichen Elite. Die ceorlas waren freie Männer, die Land besaßen oder pachteten und ihre eigenen Höfe bewirtschafteten. Das Land war in hides (Hufen) unterteilt, landwirtschaftliche Einheiten, die als Basis für Besteuerung und Rekrutierung dienten. Jeder freie Mann mit Land war verpflichtet, Abgaben zu leisten und militärischen Dienst zu leisten. Dies war ein direkteres System als das normannische Feudalwesen, bei dem solche Pflichten oft durch eine Kette von Vasallen weitergegeben wurden.
Nach der Eroberung Englands 1066 brachten die Normannen ein stark hierarchisches und formalisiertes Lehnssystem mit, das sich deutlich vom angelsächsischen System unterschied. Im normannischen Lehnwesen verlieh der König Land (Lehen) an seine Vasallen, die ihrerseits Land an Untervasallen weitergaben. Das Land wurde nicht als persönlicher Besitz betrachtet, sondern als Leihgabe des Königs oder eines höheren Lehnsherren. Im Gegenzug mussten die Vasallen ihrem Lehnsherren militärische Dienste leisten und andere Verpflichtungen erfüllen. Im Gegensatz zu den Angelsachsen, die Sklaven hielten, lehnten die Normannen diese Praxis als rückständig und im Widerspruch zu den Lehren der Kirche ab. Die einst freien Bauern hingegen verloren an Einfluss und Macht, da die Normannen den Landbesitz stärker an die Bereitstellung von Arbeitsdiensten für den lokalen Herrn knüpften. Sie sanken in der wirtschaftlichen Hierarchie ab und vergrößerten die Zahl der unfreien Hörigen oder Leibeigenen, denen es verboten war, ihr Gut zu verlassen oder eine andere Beschäftigung zu suchen.
Gegen Ende der Regierungszeit Heinrichs II. waren die Grundlagen der Zentralgewalt so fest verankert, dass sie zu keinem späteren Zeitpunkt mehr ernsthaft bedroht oder gar erschüttert wurden. Die Arbeit von Heinrich II. und seinen Beratern erwies sich auf lange Sicht als entscheidend. Die Institutionen der Zentralregierung erfuhren signifikante Verbesserungen und die Herrscher fanden Mittel und Wege, um die Macht der Krone im Bereich der Justiz auszuweiten.
Bis 1189 hatten der Court of Chancery und der Court of Exchequer eine klare Identität und eigenständige Funktionen erlangt. Der Court of Chancery mit dem Lord Chancellor als Leiter, der die Abfassung und Ausstellung von Urkunden, Schriftstücken und diplomatischer Korrespondenz überwachte und sie durch Anbringen des königlichen Siegels beglaubigte. Der Court of Exchequer war zu einem regulären, gut organisiertem Schatzamt geworden, das über ein ausgereiftes und ausgeklügeltes System der Finanzverwaltung und -prüfung verfügte.
Das wichtigste der von der Krone eingeführten Verfahren war das der Geschworenen. Der Rückgriff auf die vereidigten Zeugenaussagen der benachbarten Anwohner war zu dieser Zeit nicht neu, sondern hatte eine lange Geschichte. Die umherreisenden Richter des Königs wurden oft beauftragt, alle Aspekte der lokalen Verwaltung, die für den König von Interesse waren, das Verhalten der Sheriffs und Missstände aller Art zu untersuchen. Die „General Eyre“, wie diese Art von Untersuchung genannt wurde, war eine äußerst schwierige Angelegenheit, und Informationen über jedes Detail wurden von einer vereidigten Hundertschaft von Geschworenen eingeholt, die unter Eid und unter strengen Strafen alle von den Richtern gestellten Fragen beantworten mussten. Die recognitio oder vereidigte Befragung wurde zur regulären Methode der Regierung, um Informationen über fast jede Angelegenheit zu erhalten.
Im Strafrecht ging der Einsatz von Geschworenen noch nicht über die einer Grand Jury (die 1933 für fast alle Zwecke abgeschafft wurde) hinaus. Angeklagte wurden nicht von Geschworenen verhört, sondern immer noch nach der alten angelsächsischen Methode der Folter, wenn auch nun in Anwesenheit der königlichen Richter. Erst ab 1215 trat das Geschworenengericht in Erscheinung, nachdem die Kirche der Folter ihren Segen entzogen hatte. Es waren die königlichen Richter, die, offenbar ohne besondere Anweisung der Regierung, schließlich auf die Idee kamen, dass, wenn Tatsachen im Allgemeinen durch die beeidigte Aussage von zwölf rechtmäßigen Männern aus der Nachbarschaft festgestellt werden können, auch die Tatsache der Schuld auf die gleiche Weise festgestellt werden könnte. Diese und andere Änderungen, die unter Heinrich II. eingeführt wurden, markieren eine wichtige Etappe in dem allmählichen Prozess, durch den die Rechtsprechung zu einem alleinigen Vorrecht des Königs wurde, und den eigentlichen Ursprung des Common Law.

### Verwaltungsgliederung

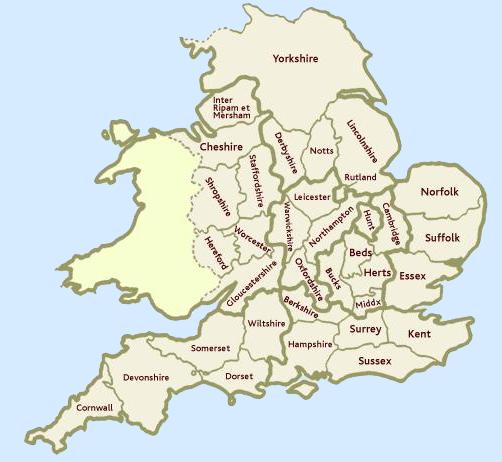
Die Grafschaften Englands im Jahr 1086, wie sie im Doomsday Book nach der normannischen Eroberung dokumentiert sind. Die Grafschaften Cumberland, Westmorland, Northumberland und Durham waren noch nicht erobert worden.

Im Hochmittelalter war England in eine administrative Struktur gegliedert, die auf den alten angelsächsischen Verwaltungsgrundlagen beruhte, aber durch die normannische Eroberung 1066 und die darauf folgenden Reformen weiterentwickelt wurde. Das Land war in Grafschaften (shires) unterteilt, die ursprünglich aus kleineren, regionalen Stämmen und Territorien entstanden und im Laufe der Zeit eine feste Verwaltungsstruktur erhielten. Diese Grafschaften bildeten die Grundlage der lokalen Verwaltung und hatten sowohl administrative als auch juristische Funktionen.
Die Grafschaften wurden von einem Sheriff (aus dem altenglischen „shire-reeve“) verwaltet, der im Namen des Königs agierte. Der Sheriff hatte eine zentrale Rolle in der Verwaltung und war für die Sammlung von Steuern, die Aufrechterhaltung der Ordnung, die Organisation des Wehrdienstes und die Durchführung von königlichen Anweisungen verantwortlich. Er war der wichtigste königliche Beamte in der Grafschaft und wurde direkt vom König ernannt. Die Sheriffs trugen auch zur Rechtsprechung bei, indem sie die Durchführung von Gerichtsverfahren überwachten, besonders durch die sogenannten shire courts, die auf lokaler Ebene Recht sprachen.
Die Grafschaften waren weiter in kleinere Verwaltungseinheiten Hundreds (oder Wapentakes in den dänisch geprägten Regionen) unterteilt. Jedes Hundred hatte sein eigenes Gericht (Hundred Moot), das kleinere Streitigkeiten und lokale Angelegenheiten regelte. Diese Gerichte wurden oft von lokalen Grundbesitzern oder Beamten geleitet. In den nördlichen und westlichen Teilen Englands, wo die normannische Verwaltung auf stärkeren Widerstand stieß, waren die Strukturen flexibler, und große Teile wurden von mächtigen Baronen oder Lords kontrolliert. Zusätzlich zu den Grafschaften und Hundreds gab es kirchliche Gebiete wie Bistümer und Abteien, die oft eigene Verwaltungsrechte besaßen. Manche Gebiete wurden direkt von der Kirche kontrolliert und unterstanden nicht unbedingt der königlichen Verwaltung.
Neben den Grafschaften (shires) und Hundreds spielten die sogenannten boroughs im Hochmittelalter eine wichtige Rolle in der Verwaltung und Organisation Englands. Boroughs waren Städte, die aufgrund ihrer wirtschaftlichen, strategischen oder politischen Bedeutung eine besondere Stellung genossen. Sie entwickelten sich in der Regel aus älteren angelsächsischen Siedlungen oder befestigten Orten (burhs), die ursprünglich von König Alfred dem Großen im 9. Jahrhundert zur Verteidigung gegen die Wikinger gegründet worden waren. Im Hochmittelalter wurden diese boroughs zu urbanen Zentren mit eigenen Rechten und Privilegien, die sie von den umliegenden ländlichen Gebieten unterschieden.
Boroughs waren in der Regel enger mit dem König verbunden als die umliegenden ländlichen Gebiete und unterstanden oft direkt der Krone. Sie hatten häufig das Recht, ihre eigenen Angelegenheiten zu regeln, insbesondere in Bezug auf Handel, Steuern und lokale Gerichtsbarkeit. Diese Rechte wurden ihnen durch königliche Urkunden gewährt. Ein Borough konnte von einem reeve (einem lokalen Beamten, ähnlich dem Sheriff auf Grafschaftsebene) verwaltet werden, später jedoch entwickelten viele Boroughs eigene Stadträte oder gewählte Beamte wie Bürgermeister (mayor) und Schöffen (aldermen), die die Verwaltung übernahmen. In größeren Boroughs wie London oder York war die Selbstverwaltung besonders ausgeprägt.

## Gesellschaft
Das mittelalterliche England war eine patriarchalische Gesellschaft, in der das Leben der Frauen stark von den zeitgenössischen Vorstellungen über Geschlecht und Autorität beeinflusst wurde. Die Stellung der Frauen variierte jedoch in Abhängigkeit von Faktoren wie ihrer sozialen Schicht, ob sie unverheiratet, verheiratet, verwitwet oder wiederverheiratet waren und in welchem Teil des Landes sie lebten. Während der gesamten Zeit bestanden erhebliche Ungleichheiten zwischen den Geschlechtern, da Frauen in der Regel in ihren Lebensentscheidungen, ihrem Zugang zu Beschäftigung und Handel sowie ihren gesetzlichen Rechten stärker eingeschränkt waren als Männer. Nach der normannischen Eroberung änderte sich die Stellung der Frauen in der Gesellschaft. Die Rechte und Rollen der Frauen wurden schärfer definiert, was zum Teil auf die Entwicklung des Feudalsystems und die Ausweitung des englischen Rechtssystems zurückzuführen war; einige Frauen profitierten davon, während andere benachteiligt wurden. Die Rechte von Witwen wurden Ende des zwölften Jahrhunderts formell gesetzlich verankert, wodurch das Recht freier Frauen auf Eigentum geklärt wurde, was jedoch nicht unbedingt verhinderte, dass Frauen gegen ihren Willen zwangsverheiratet wurden.
Das Entstehen von Regierungsinstitutionen unter einer Reihe von Bischöfen reduzierte die Rolle der Königinnen und ihrer Haushalte in der formellen Regierung. Verheiratete oder verwitwete Adelige blieben bedeutende kulturelle und religiöse Förderer und spielten eine wichtige Rolle bei politischen und militärischen Ereignissen, auch wenn die Chronisten unsicher waren, ob dies ein angemessenes Verhalten war. Wie in früheren Jahrhunderten arbeiteten die meisten Frauen in der Landwirtschaft, aber hier wurden die Rollen klarer geschlechtsspezifisch verteilt, wobei beispielsweise das Pflügen und die Bewirtschaftung der Felder als Männerarbeit definiert wurden und die Milchproduktion von Frauen dominiert wurde.

### Sprache
Im Hochmittelalter erlebte die englische Sprache tiefgreifende Veränderungen, die maßgeblich durch den normannischen Einfluss nach der Eroberung Englands im Jahr 1066 geprägt wurden. Mit der Machtübernahme durch Wilhelm den Eroberer wurde Französisch zur Sprache des Adels, der Verwaltung, des Rechtswesens und der Kirche, während die englische Sprache, vor allem in den unteren sozialen Schichten gesprochen wurde. Diese Zweisprachigkeit führte zu einer deutlichen sozialen Trennung zwischen den normannischen Oberschichten und der englischsprachigen Bevölkerung, was auch zu Verständigungsschwierigkeiten führte.
Die französische Sprache beeinflusste das Vokabular des Englischen immens. Viele französische Wörter, vor allem aus den Bereichen Recht, Verwaltung, Militär, Religion und Kultur, wurden in die englische Sprache integriert. Beispiele hierfür sind Begriffe wie court (Gericht), justice (Gerechtigkeit), prison (Gefängnis) oder council (Rat). Dieser lexikalische Einfluss führte zu einer stärkeren Differenzierung im Englischen, da oft französische Lehnwörter für gehobenere oder abstrakte Begriffe verwendet wurden, während die englischen Entsprechungen für alltägliche Dinge beibehalten wurden (z. B. sheep für das Tier und mutton für das Fleisch, aus dem Französischen mouton). Diese sprachliche Aufspaltung spiegelt die soziale Hierarchie wider: Der Adel und die Elite verwendeten Französisch, während die einfache Bevölkerung beim Englischen blieb.

### Religion
Die normannische Eroberung von 1066 brachte eine neue Gruppe normannischer und französischer Kirchenmänner an die Macht; einige übernahmen Aspekte der früheren angelsächsischen Glaubenspraxis, während andere Praktiken aus der Normandie einführten. Den Klöstern in der Normandie wurden umfangreiche englische Ländereien zugestanden, was es ihnen ermöglichte, im ganzen Königreich Tochterpriorate und Klosterzellen zu gründen. Die Klöster wurden fest in das Netz der feudalen Beziehungen eingebunden, wobei ihr Landbesitz an die Bereitstellung militärischer Unterstützung für die Krone gebunden war. Die Normannen übernahmen das angelsächsische Modell der klösterlichen Kathedralengemeinschaften, und innerhalb von siebzig Jahren wurde die Mehrzahl der englischen Kathedralen von Mönchen kontrolliert. Darüber hinaus spielten Klöster eine zentrale Rolle als Zentren von Religion, Bildung und Kultur, wobei Reformbewegungen wie die cluniazensische Reform den klösterlichen Alltag prägten. Die englische Kirche wurde streng hierarchisch organisiert, mit dem Papst als oberster Autorität, den beiden Erzbistümern Canterbury und York sowie zahlreichen Bistümern, Klöstern und lokalen Kirchspielen. Zugleich wurden Reformen eingeführt, wie die Förderung des Zölibats, die Bekämpfung von Simonie und die Trennung von weltlicher und kirchlicher Gerichtsbarkeit.
Ein entscheidender Konfliktpunkt war die sogenannte Investitur, das Recht, hohe kirchliche Amtsträger wie Bischöfe oder Äbte einzusetzen. Die englischen Könige betrachteten diese Ernennungen als wesentliche Mittel zur Kontrolle von Machtstrukturen, da Bischöfe nicht nur geistliche Autoritäten, sondern auch wirtschaftlich einflussreiche Grundherren waren. Darüber hinaus wurden Geistliche häufig zu königlichen Beratern oder Verwaltungsbeamten, was die königliche Kontrolle über die Kirche umso wichtiger machte. Die Kirche hingegen, insbesondere der Papst, bestand darauf, dass die Einsetzung von Geistlichen ein rein kirchliches Privileg sei, da diese allein Gott und der Kirche verpflichtet sein sollten.
Ein weiterer Konfliktpunkt war die Frage der Gerichtsbarkeit. Die Kirche forderte für ihre Kleriker Immunität vor weltlichen Gerichten und bestand darauf, dass kirchliche Angelegenheiten, wie Ehe oder Erbschaft, ausschließlich vor kirchlichen Gerichten verhandelt werden sollten. Doch für die Könige bedeutete dies einen Verlust an Kontrolle und Einnahmen, da wichtige Rechtsbereiche aus ihrer Zuständigkeit herausgenommen wurden. Diese Spannungen führten immer wieder zu offenen Konflikten, und gipfelten 1170 in der Ermordung von Thomas Becket.

## Kultur

### Medizin
Während des Hochmittelalters hatte die Kirche in England die Verantwortung für die Pflege der Kranken übernommen. Daher blieb der Klerus den Ärzten gegenüber misstrauisch, denn ihre Kenntnisse und Fähigkeiten kamen den Fragen von Leben und Tod gefährlich nahe, einem Bereich, in dem nur die Kirche entscheiden konnte, was richtig war. Darüber hinaus setzte ihre Ausbildung sie dem Risiko aus, sich eine eigene Meinung zu bilden, ohne sich auf das traditionelle Wissen zu berufen, sowie der Herausforderung, Wissen zu beobachten und aufzuzeichnen. Im dreizehnten Jahrhundert wurde die Ausübung der Medizin durch Mönche jedoch verboten, was zu einer vollständigen Säkularisierung des Berufs führte. Bedeutende Fortschritte wurden vor allem durch die Übersetzung arabischer Schriften ins Lateinische erzielt.

### Literatur

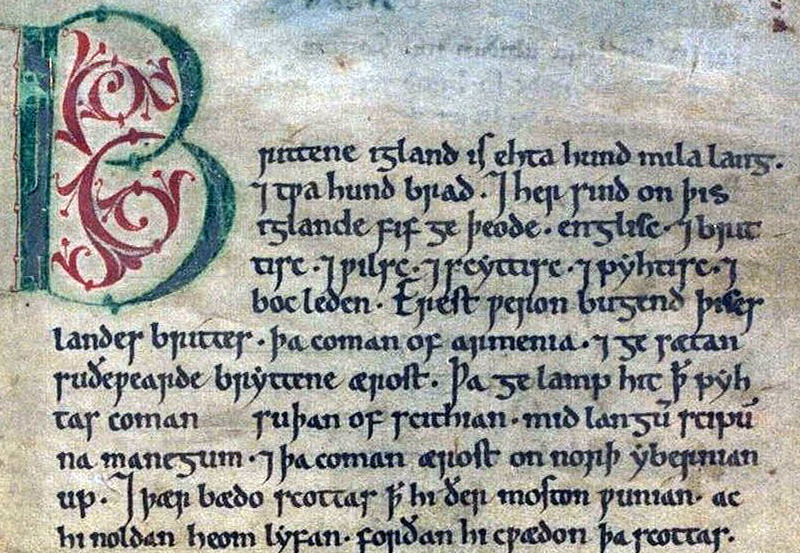
Die erste Seite der Peterborough-Chronik um 1150.

## Wirtschaft
Die englische Wirtschaft war im Wesentlichen agrarisch geprägt und basierte auf dem Anbau von Feldfrüchten wie Weizen, Gerste und Hafer auf offenen Feldern sowie der Haltung von Schafen, Rindern und Schweinen. Die Landwirtschaft basierte auf dem Prinzip der Grundherrschaft, wobei die landwirtschaftlichen Felder in vom Landbesitzer direkt bewirtschaftete, Güter „demesne“ und in die von den örtlichen Bauern bearbeiteten Flächen eingeteilt wurden.
Zwischen 1066 und 1250 erlebte die englische Wirtschaft eine Phase bedeutender Transformationen, die durch die normannische Eroberung, das Bevölkerungswachstum und die Integration Englands in den europäischen Handel geprägt war. Diese Zeit war durch langsames, aber stetiges wirtschaftliches Wachstum gekennzeichnet, das vor allem in der Landwirtschaft, dem Handel und der Urbanisierung sichtbar wurde. Die landwirtschaftliche Produktivität stieg zwischen 1100 und 1250 durch die Einführung neuer Techniken wie der Dreifelderwirtschaft und dem verstärkten Einsatz von Pflügen und Zugtieren. Dies führte zu einer besseren Bodenbewirtschaftung und einer Erhöhung der Ernteerträge, was wiederum das Bevölkerungswachstum förderte. Gleichzeitig wurde immer mehr Ackerland gewonnen. Dennoch war die landwirtschaftliche Produktion weitgehend auf den lokalen Verbrauch ausgerichtet, und Überschüsse wurden nur begrenzt gehandelt.

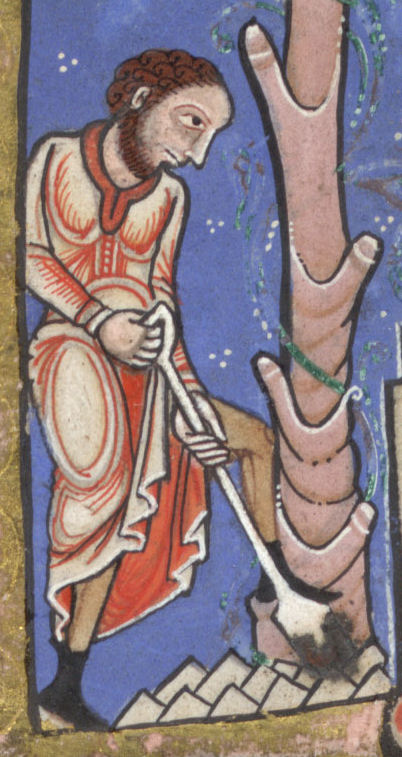
Ein englischer Leibeigener bei der Arbeit, um 1170

England war in dieser Zeit für die Produktion von Wolle bekannt, die zum wichtigsten Exportgut wurde. Schafzucht florierte insbesondere in Regionen wie den Midlands und Yorkshire, wobei die Wolle auf den kontinentalen Märkten, vor allem in Flandern, zu hochwertigem Tuch verarbeitet. Neben Wolle wurden auch Leder, Bier, Fisch und Fleisch exportiert. Importiert wurden vor allem Luxusgüter wie Wein, Gewürze, Seide und andere Textilien. Diese Importe richteten sich überwiegend an die wohlhabenderen Bevölkerungsschichten und den Adel. Der Handel, sowohl lokal als auch international, gewann während dieser Zeit an Bedeutung. Der Aufbau eines dichten Netzes von Märkten und Messen förderte den regionalen Handel, während der internationale Handel England stärker mit Europa verband. Städte wie London, York, Winchester und Norwich entwickelten sich zu Handelszentren und profitierten von der zunehmenden Urbanisierung.
London, das größte Handelszentrum, hatte einen bedeutenden Hafen an der Themse und pflegte enge Handelsbeziehungen mit Flandern, Frankreich, der Ostsee und dem Mittelmeer. Die Hanse, die den Handel in Nordeuropa dominierte, spielte ebenfalls eine Rolle im Austausch von Waren zwischen England und den Ostseeanrainern. Englische Häfen wie Boston und Lynn wurden zu wichtigen Umschlagplätzen für den Wollhandel. Außerdem förderten normannische Könige und später die Plantagenets den Handel, indem sie Zölle und Steuern regulierten und Handelsprivilegien für ausländische Kaufleute gewährten.

### Infrastruktur
Die Verkehrsinfrastruktur in England war stark von geographischen Gegebenheiten und den Überresten der römischen Besatzung geprägt. In dieser Zeit war das Straßennetz ein zentraler Bestandteil des Handels, der Kommunikation und der Verwaltung, obwohl es bei weitem nicht die Effizienz und den Zustand der römischen Infrastruktur erreichte. Die Römerstraßen bildeten weiterhin das Rückgrat des englischen Straßensystems, doch die Instandhaltung und die Entwicklung neuer Straßen standen im Hochmittelalter vor erheblichen Herausforderungen. Die meisten Straßen und Wege in England waren zu dieser Zeit in einem schlechten Zustand. Viele Wege waren nicht gepflastert und bestanden lediglich aus unbefestigten Trampelpfaden, die durch wiederholte Nutzung entstanden. Diese Wege wurden oft schlammig und schwer passierbar, insbesondere bei schlechtem Wetter.
Wege außerhalb der Städte waren primär für den lokalen Gebrauch gedacht, z. B. für den Transport von landwirtschaftlichen Erzeugnissen oder den Zugang zu Märkten. Es gab keine zentralisierte Straßenverwaltung, weshalb die Instandhaltung der Wege meist der lokalen Bevölkerung oblag, oft als Teil von Frondiensten (trinoda necessitas), einer Verpflichtung zur Straßenreparatur, Brückenpflege und Verteidigung. Ein Großteil der römischen Straßennetze wurde weiterhin genutzt, insbesondere die Hauptverbindungen zwischen den großen Städten und Festungen. Straßen wie die Watling Street, der Fosse Way, die Ermine Street und der Icknield Way blieben wichtige Handels- und Reiserouten. Allerdings waren viele dieser Straßen im Hochmittelalter nur noch teilweise funktionstüchtig. Oft wurden Abschnitte der Römerstraßen durch neue, kürzere oder lokal angepasste Wege ersetzt, die sich an die Bedürfnisse der mittelalterlichen Gesellschaft anpassten.
Im Hochmittelalter wurden relativ wenige neue Straßen gebaut. Stattdessen verlagerte sich der Fokus auf die Nutzung und Anpassung bestehender Wege und Trampelpfade. Neue Straßen entstanden oft durch die Verbindung von bestehenden Wegen oder durch die Erschließung von neu besiedelten Gebieten. Der Straßenbau war teuer und aufwendig, weshalb er meist nur dann durchgeführt wurde, wenn er für den Handel oder das Militär notwendig war. Brücken waren ein zentraler Bestandteil der Verkehrsinfrastruktur, da sie den Handel und die Mobilität erheblich erleichterten. Im Hochmittelalter gab es mehrere bedeutende Brücken, die entweder auf römischen Fundamenten errichtet oder komplett neu gebaut wurden. Einige wichtige Brücken waren: London Bridge: Die erste steinerne Brücke über die Themse wurde im Jahr 1209 fertiggestellt und ersetzte eine frühere Holzbrücke.

## Natur und Klima

Grafik der globalen Temperatur über 2000 Jahre, einschließlich der so genannten „Kleinen Eiszeit der Spätantike“ (rot schattiert), der „Mittelalterlichen Warmzeit“ (rosa schattiert) und der „Kleinen Eiszeit“ (blau schattiert)

Das Wetter und Klima in England war von einer relativ milden und stabilen Phase geprägt, die als Mittelalterliche Warmzeit (ca. 950–1250) bekannt ist. Diese Periode war durch höhere Durchschnittstemperaturen als in den Jahrhunderten davor und danach gekennzeichnet. Die Warmzeit führte zu einer längeren Vegetationsperiode, besseren landwirtschaftlichen Erträgen und einem Bevölkerungswachstum. In Südengland lag die durchschnittliche Jahrestemperatur vermutlich etwa 1–2 °C höher als heute. Besonders die Sommer waren wärmer, und die Winter milder. Dies wurde durch stabilere Wetterlagen begünstigt, die weniger extreme Kälteperioden brachten. Die Niederschläge waren moderat bis ausreichend, was die Landwirtschaft förderte. Im späten 13. Jahrhundert begann ein allmählicher Temperaturabfall, der auf die kommende „Kleine Eiszeit“ hindeutete und zu härteren klimatischen Bedingungen führte.
England war im Hochmittelalter eine vielfältige und von der Natur geprägte Region, deren Landschaft durch Wälder, Wiesen, Sümpfe, Flüsse und kultivierte Gebiete geprägt wurde. Obwohl die menschliche Besiedlung und landwirtschaftliche Nutzung bereits bedeutenden Einfluss auf die Umwelt hatten, war ein Großteil Englands noch von naturnahen Landschaften bedeckt. Etwa 23 % der Fläche wurde für die Landwirtschaft genutzt. Die Hauptanbaugebiete lagen in den fruchtbaren Regionen wie den Midlands und East Anglia, wo der Boden für den Getreideanbau besonders geeignet war. Die meisten Menschen lebten in kleinen, verstreuten Siedlungen, die durch ausgedehnte Ackerflächen, Weiden und Wälder voneinander getrennt waren. Der Rest der Fläche, bestand aus Wäldern, Mooren, Sümpfen, Heideflächen und ungenutzten Grasländern.
Die Wälder bestanden überwiegend aus Laubbäumen wie Eichen, Buchen, Hainbuchen, Ulmen und Eschen, mit vereinzelten Nadelbäumen wie Kiefern. Unterholz bestand aus Sträuchern wie Stechpalmen, Haseln und Weißdorn. In Gebieten mit ärmeren Böden, wie den Pennines und Teilen von Yorkshire, gab es ausgedehnte Heideflächen. In East Anglia und im Westen Englands gab es große Moor- und Sumpfgebiete. Wälder waren Heimat für Rehe, Hirsche, Wildschweine, Wölfe und Luchse. In Sümpfen und Mooren lebten Biber, Otter, Kraniche und eine Vielzahl von Wasservögeln. Auf Wiesen und Feldern fanden sich Feldhasen, Kaninchen (eingeführt von den Normannen), Füchse, Dachse und zahlreiche Vogelarten wie Lerchen und Bussarde. Flüsse waren reich an Fischen wie Forellen, Hechten, Stören und Aalen.